# San Jacinto del Cauca
San Jacinto del Cauca – miasto w Kolumbii, w departamencie Bolívar.